# 20673 Жанель
20673 Жанель (20673 Janelle) — астероїд головного поясу, відкритий 3 листопада 1999 року.
Тіссеранів параметр щодо Юпітера — 3,228.